# Ampsivarier

Verbreitung germanischer Stämme um 50 n. Chr.

Der Stamm der Ampsivarier (Amsivarier, germanisch „Ems-Männer“, lateinisch: Ansibarii, griechisch: Ἀνσιβαριοί) war ein germanischer Stamm an der Ems im heutigen Emsland. Mitte des 1. Jahrhunderts n. Chr. wurden sie von den Chauken aus ihren Wohnsitzen vertrieben. Ab dem späten 4. Jahrhundert ging der Stamm in den Franken auf.